# Wasserstraßen- und Schifffahrtsamt Nord-Ostsee-Kanal

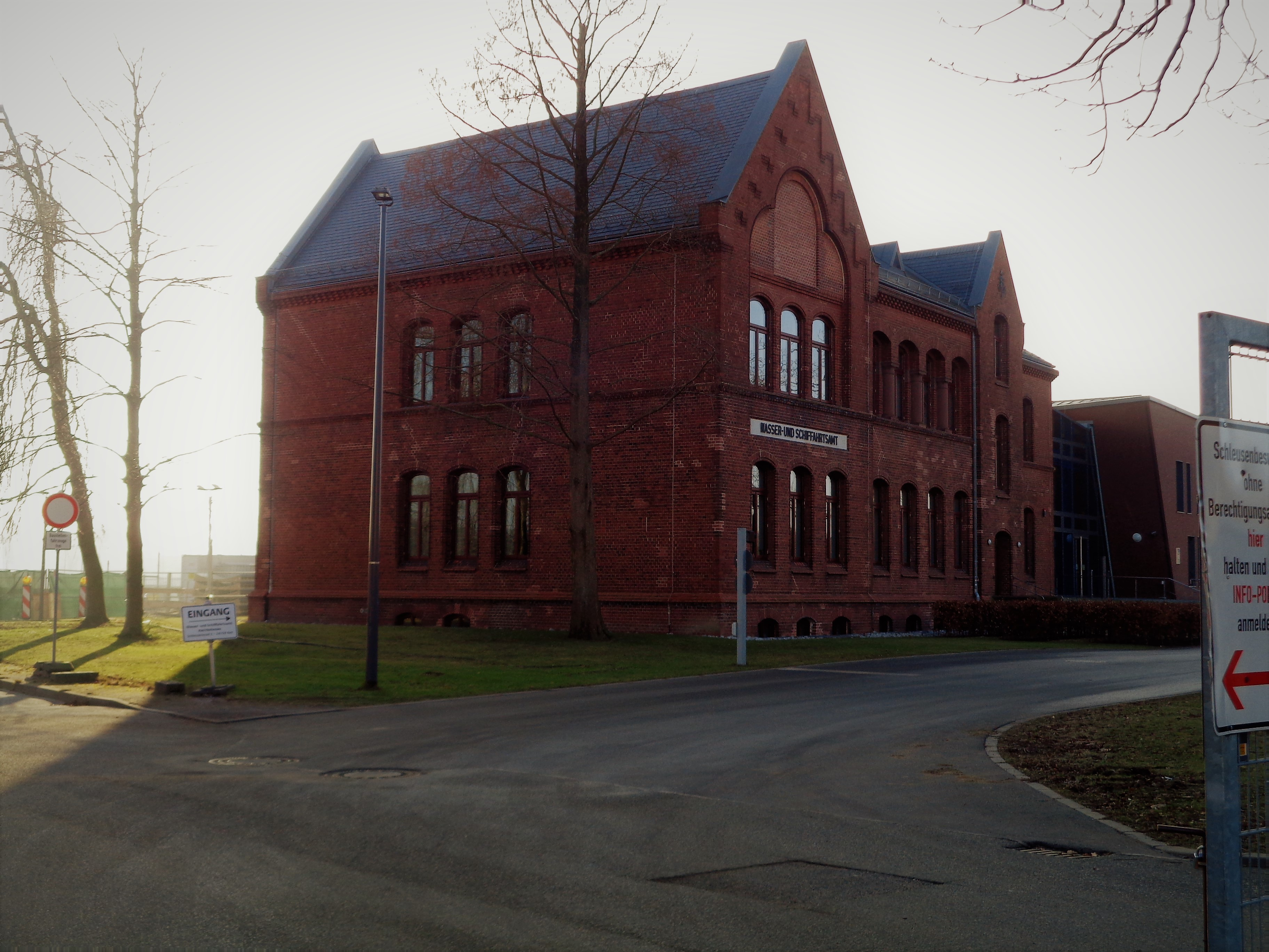
Amtsgebäude des Wasser- und Schifffahrtsamtes in Kiel-Holtenau

Das Wasserstraßen- und Schifffahrtsamt Nord-Ostsee-Kanal ist ein Wasserstraßen- und Schifffahrtsamt in Deutschland. Es gehört zum Dienstbereich der Generaldirektion Wasserstraßen und Schifffahrt.
Das Amt entstand am 22. März 2021 durch die Zusammenlegung der Wasserstraßen- und Schifffahrtsämter Brunsbüttel und Kiel-Holtenau.

## Zuständigkeitsbereich
Das Wasserstraßen- und Schifffahrtsamt Nord-Ostsee-Kanal ist zuständig für den Nord-Ostsee-Kanal sowie den Gieselaukanal, die Obereiderseen, den Flemhuder See und den Achterwehrer Schifffahrtskanal.

## Aufgaben
Zu den Aufgaben des Wasserstraßen- und Schifffahrtsamtes gehören:
- Unterhaltung, Betrieb und Ausbau des Nord-Ostsee-Kanals
- Unterhaltung und Betrieb der Schleusenanlagen in Brunsbüttel und Kiel-Holtenau und der Gieselauschleuse
- Betrieb der Fähren über den Nord-Ostsee-Kanal[3]
- Unterhaltung der beiden in Rendsburg den Nord-Ostsee-Kanal querenden Tunnel[4]
- Unterhaltung der Eisenbahnhochbrücke Rendsburg, Alte Levensauer Hochbrücke, Eisenbahnhochbrücke Hochdonn sowie der Hochbrücke Grünental[5]
- Unterhaltung und Betrieb der schwimmenden und festen Seezeichen im Amtsbereich
- Ordnung und Sicherheit des Schiffsverkehrs und Betrieb der Verkehrszentrale in Brunsbüttel
- Übernahme strom- und schifffahrtspolizeilicher Aufgaben
- Technischer Betrieb der Bündelungsstelle Maritime Verkehrstechnik

## Dienstorte, Außenbezirke und Bauhöfe
Das Wasserstraßen- und Schifffahrtsamt Nord-Ostsee-Kanal hat Dienstorte in Brunsbüttel, Kiel und Rendsburg. Außenbezirke befinden sich in Brunsbüttel, Hochdonn, Rendsburg und Kiel-Holtenau. Das Wasserstraßen- und Schifffahrtsamt Nord-Ostsee-Kanal hat zudem Bauhöfe in Brunsbüttel und Rendsburg.
Weiterhin unterhält das Wasser- und Schifffahrtsamt in Rendsburg die Fachgruppe Nachrichtentechnik, die unter anderem für den technischen Betrieb sowie Wartung und Instandhaltung elektrotechnischer Systeme zuständig ist und die Bündelungsstelle Maritime Verkehrstechnik. Die ebenfalls in Rendsburg ansässige Fachstelle Maschinenwesen Nord ist dem Wasserstraßen- und Schifffahrtsamt Nord-Ostsee-Kanal angegliedert.

## Verkehrszentrale

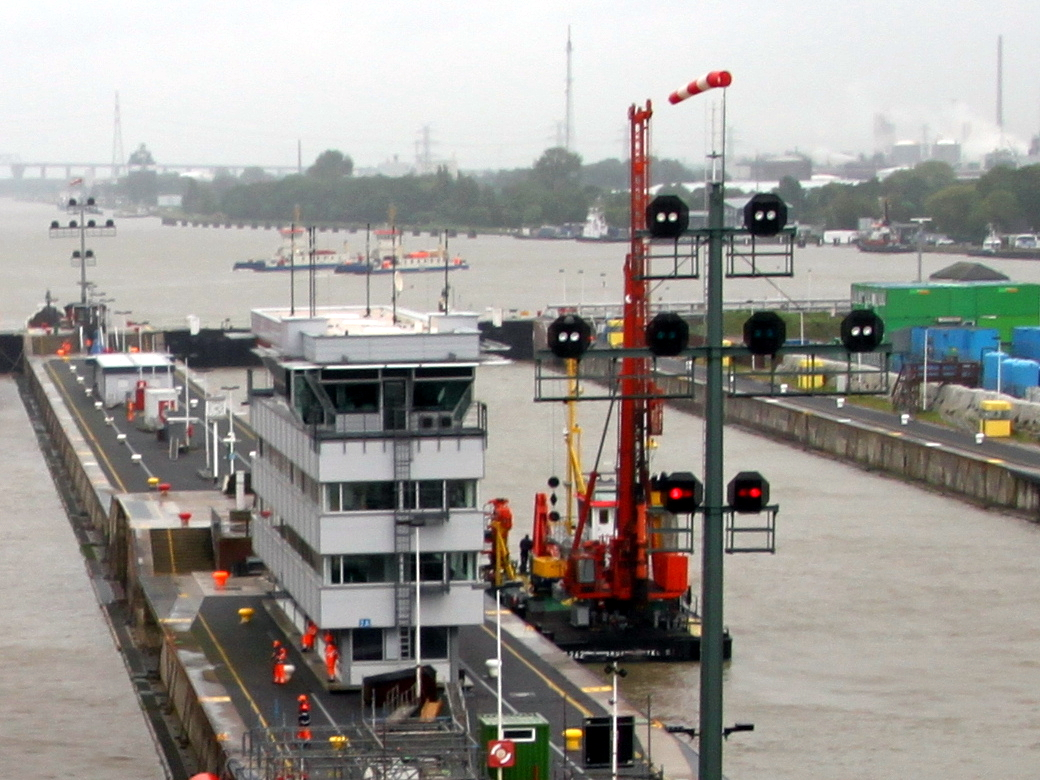
Verkehrszentrale in Brunsbüttel

Das Wasserstraßen- und Schifffahrtsamt unterhält in Brunsbüttel die Verkehrszentrale Nord-Ostsee-Kanal, von der aus der Schiffsverkehr auf dem Nord-Ostsee-Kanal im 24-Stunden-Betrieb überwacht und gelenkt wird.

## Aussichtsplattformen
In Brunsbüttel gibt es an der Großen Schleuse zwei Aussichtsplattformen für Besucher. Außerdem befindet sich an der Schleusenanlage das Kanalmuseum Atrium.
In Kiel-Holtenau befindet sich auf der Südseite der Schleusenanlage eine Aussichtsplattform. Von diesem erhöhten Aussichtspunkt mit diversen Informationsmöglichkeiten, der barrierefrei zugänglich ist, hat man einen guten Überblick über das Geschehen auf der Schleusenanlage. 
Die Schleusengelände in Brunsbüttel und Kiel-Holtenau selbst unterliegen den Auflagen des International Ship and Port Facility Security Codes und sind für die Öffentlichkeit nicht zugänglich. Die Schleusenanlage in Brunsbüttel ist ebenso wie die Schleuseninsel und die alten Schleusen in Kiel-Holtenau nur im Rahmen von Führungen zugänglich.